# Zuid-Aziatisch kampioenschap voetbal 2009
Het Zuid-Aziatisch kampioenschap voetbal 2009 moest officieel worden gehouden in India in december 2009. Dat werd bekendgemaakt in juni 2008, weken nadat de editie van 2008 was afgelopen.
Sinds de bekendmaking had India nog geen data vastgesteld waardoor dringend door de overige leden van de SAFF werd gevraagd om het toernooi in januari 2010 te laten plaatsvinden. India heeft daarop geen antwoord gegeven.
In mei 2009, tijdens het congres van de AFC (Asian Football Confederation) in Kuala Lumpur, Maleisië, maakte BFF-president Kazi Salahuddin tijdens zijn terugkeer van het congres bekend dat India nog steeds organisator was. Maar Bangladesh en Nepal hadden zich intussen ook kandidaat gesteld om het toernooi eventueel van India over te nemen.
Een besluit diende te worden genomen tijdens het FIFA Congres op de Bahama's in de eerste week van juni maar er kwam geen besluit. In juli toen het toernooi dichterbij kwam meldden de media dat het toernooi verplaatst werd naar Bangladesh. Dit omdat Pakistan de visa niet rond zou krijgen als het toernooi in India werd gehouden.
Op 31 augustus 2009 werd bekendgemaakt dat het toernooi in Bangladesh zou worden gehouden nadat het congres van de Indiaanse voetbalbond (AIFF) had plaatsgevonden. Dit werd officieel bekendgemaakt door de AFC door middel van een persverklaring op 10 september 2009.
Op 2 oktober 2009 werd bekendgemaakt dat het toernooi van 5 december 2009 tot en met 13 december 2009 zou worden gespeeld. Uiteindelijk is dit wat geschiedde en werden alle wedstrijden in de hoofdstad Dhaka gespeeld.

## Geplaatste teams
De loting voor het toernooi vond plaats op 3 oktober 2009. India deed mee met de olympische selectie.
| Groep A                 | Groep A | Groep A                         | Groep A      | Groep B               | Groep B | Groep B             | Groep B      |
| Land                    | Aantal  | Beste resultaat                 | FIFA-ranking | Land                  | Aantal  | Beste resultaat     | FIFA-ranking |
| ----------------------- | ------- | ------------------------------- | ------------ | --------------------- | ------- | ------------------- | ------------ |
| Afghanistan             | 4e      | Groepsfase (2003, 2005, 2008)   | 192          | Bangladesh (Gastland) | 7e      | Winnaar (2003)      | 165          |
| India (–23)             | 8e      | Winnaar (1993, 1997,1999, 2005) | -            | Bhutan                | 4e      | Halve finale (2008) | 196          |
| Malediven (titelhouder) | 6e      | Winnaar (2008)                  | 144          | Pakistan              | 8e      | Derde plaats (1997) | 161          |
| Nepal                   | 8e      | Derde plaats (1993)             | 176          | Sri Lanka             | 8e      | Winnaar (1995)      | 176          |

1. ↑  Fifa-ranking van FIFA-mannenranglijst november 2009

## Stadion
| Dhaka                         | · Dhaka |
| Bangabandhu Nationaal Stadion | · Dhaka |
| Capaciteit: 36.000            | · Dhaka |
|                               | · Dhaka |

## Groepsfase

### Groep A
| Land        | Gsp | Win | Gel | Ver | DV | DT | +/- | Pnt |
| ----------- | --- | --- | --- | --- | -- | -- | --- | --- |
| Malediven   | 3   | 2   | 1   | 0   | 6  | 2  | +4  | 7   |
| India(1)    | 3   | 2   | 0   | 1   | 2  | 2  | +0  | 6   |
| Nepal       | 3   | 1   | 1   | 1   | 4  | 2  | +2  | 4   |
| Afghanistan | 3   | 0   | 0   | 3   | 1  | 7  | –6  | 0   |

|                                                  |            |                  |         |                                      |
| 5 december 2009 «onderlinge duels» 16:00 (UTC+6) | Malediven  | 1 – 1            | Nepal   | Bangabandhu Nationaal Stadion, Dhaka |
| 5 december 2009 «onderlinge duels» 16:00 (UTC+6) | Thoriq 61' | Wedstrijdverslag | Rai 68' | Bangabandhu Nationaal Stadion, Dhaka |

|                                                  |                |                  |             |                                      |
| 5 december 2009 «onderlinge duels» 18:00 (UTC+6) | India (1)      | 1 – 0            | Afghanistan | Bangabandhu Nationaal Stadion, Dhaka |
| 5 december 2009 «onderlinge duels» 18:00 (UTC+6) | Lalpekhlua 86' | Wedstrijdverslag |             | Bangabandhu Nationaal Stadion, Dhaka |

|                                                  |                             |                  |              |                                      |
| 7 december 2009 «onderlinge duels» 16:00 (UTC+6) | Malediven                   | 3 – 1            | Afghanistan  | Bangabandhu Nationaal Stadion, Dhaka |
| 7 december 2009 «onderlinge duels» 16:00 (UTC+6) | Thoriq 52' Ashfaq 69' , 89' | Wedstrijdverslag | Barakzai 30' | Bangabandhu Nationaal Stadion, Dhaka |

|                                                  |            |                  |       |                                      |
| 7 december 2009 «onderlinge duels» 18:00 (UTC+6) | India (1)  | 1 – 0            | Nepal | Bangabandhu Nationaal Stadion, Dhaka |
| 7 december 2009 «onderlinge duels» 18:00 (UTC+6) | Sushil 18' | Wedstrijdverslag |       | Bangabandhu Nationaal Stadion, Dhaka |

|                                                  |             |                  |                                       |                                      |
| 9 december 2009 «onderlinge duels» 16:00 (UTC+6) | Afghanistan | 0 – 3            | Nepal                                 | Bangabandhu Nationaal Stadion, Dhaka |
| 9 december 2009 «onderlinge duels» 16:00 (UTC+6) |             | Wedstrijdverslag | Anil Gurung 55', 73' Bijay Gurung 56' | Bangabandhu Nationaal Stadion, Dhaka |

|                                                  |                       |                  |          |                                      |
| 9 december 2009 «onderlinge duels» 18:00 (UTC+6) | Malediven             | 2 – 0            | India(1) | Bangabandhu Nationaal Stadion, Dhaka |
| 9 december 2009 «onderlinge duels» 18:00 (UTC+6) | Thoriq 15' Fazeel 82' | Wedstrijdverslag |          | Bangabandhu Nationaal Stadion, Dhaka |

1India speelde met hun team onder 23 jaar

### Groep B
| Land       | Gsp | Win | Gel | Ver | DV | DT | +/- | Pnt |
| ---------- | --- | --- | --- | --- | -- | -- | --- | --- |
| Bangladesh | 3   | 2   | 1   | 0   | 6  | 2  | +4  | 7   |
| Sri Lanka  | 3   | 2   | 0   | 1   | 8  | 2  | +6  | 6   |
| Pakistan   | 3   | 1   | 1   | 1   | 7  | 1  | +6  | 4   |
| Bhutan     | 3   | 0   | 0   | 3   | 1  | 17 | –16 | 0   |

|                                                  |                |                  |          |                                      |
| 4 december 2009 «onderlinge duels» 16:00 (UTC+6) | Sri Lanka      | 1 – 0            | Pakistan | Bangabandhu Nationaal Stadion, Dhaka |
| 4 december 2009 «onderlinge duels» 16:00 (UTC+6) | Gunarathne 23' | Wedstrijdverslag |          | Bangabandhu Nationaal Stadion, Dhaka |

|                                                  |                                  |                  |                   |                                      |
| 4 december 2009 «onderlinge duels» 18:00 (UTC+6) | Bangladesh                       | 4 – 1            | Bhutan            | Bangabandhu Nationaal Stadion, Dhaka |
| 4 december 2009 «onderlinge duels» 18:00 (UTC+6) | Das 11' Haque 22', 51' Ameli 72' | Wedstrijdverslag | Dendup 42' (pen.) | Bangabandhu Nationaal Stadion, Dhaka |

|                                                  |                                                               |                  |        |                                      |
| 6 december 2009 «onderlinge duels» 16:00 (UTC+6) | Sri Lanka                                                     | 6 – 0            | Bhutan | Bangabandhu Nationaal Stadion, Dhaka |
| 6 december 2009 «onderlinge duels» 16:00 (UTC+6) | Ediri 7' , 25' Kasun Jayasuriya 39', 66' , 78' Gunarathne 90' | Wedstrijdverslag |        | Bangabandhu Nationaal Stadion, Dhaka |

|                                                  |                  |       |          |                                      |
| 6 december 2009 «onderlinge duels» 18:00 (UTC+6) | Bangladesh       | 0 – 0 | Pakistan | Bangabandhu Nationaal Stadion, Dhaka |
| 6 december 2009 «onderlinge duels» 18:00 (UTC+6) | Wedstrijdverslag |       |          | Bangabandhu Nationaal Stadion, Dhaka |

|                                                  |                                                                            |                 |        |                                      |
| 8 december 2009 «onderlinge duels» 16:00 (UTC+6) | Pakistan                                                                   | 7 – 0           | Bhutan | Bangabandhu Nationaal Stadion, Dhaka |
| 8 december 2009 «onderlinge duels» 16:00 (UTC+6) | Essa 21', 54' Reis Ashraf 23' Arif Mehmood 28', 35' , 66' Shabhir Khan 45' | Wedstrijdverlag |        | Bangabandhu Nationaal Stadion, Dhaka |

|                                                  |               |        |                     |                                      |
| 8 december 2009 «onderlinge duels» 18:00 (UTC+6) | Bangladesh    | 2 – 1  | Sri Lanka           | Bangabandhu Nationaal Stadion, Dhaka |
| 8 december 2009 «onderlinge duels» 18:00 (UTC+6) | Haque 8', 64' | Report | Ediri B. Channa 42' | Bangabandhu Nationaal Stadion, Dhaka |

## Knock-outfase
|  | halve finale        | halve finale        |  |       | finale              | finale              |
|  |                     |                     |  |       |                     |                     |
|  | 11 december − Dhaka |                     |  |       |                     |                     |
|  | Malediven           | 5                   |  |       |                     |                     |
|  | Sri Lanka           | 1                   |  |       | 13 december − Dhaka | 13 december − Dhaka |
|  |                     |                     |  |       | Malediven           | 0 (1)               |
|  | 11 december − Dhaka | 11 december − Dhaka |  | India | 0 (3)               |                     |
|  | Bangladesh          | 0                   |  |       |                     |                     |
|  | India               | 1                   |  |       |                     |                     |

### Halve finales
|                                                   |                                                        |                  |                     |                                      |
| 11 december 2009 «onderlinge duels» 16:00 (UTC+6) | Malediven                                              | 5 – 1            | Sri Lanka           | Bangabandhu Nationaal Stadion, Dhaka |
| 11 december 2009 «onderlinge duels» 16:00 (UTC+6) | Thoriq 21' Fazeel 63', 85' (pen.) Ashfaq 76' Assad 87' | Wedstrijdverslag | Ediri B. Channa 62' | Bangabandhu Nationaal Stadion, Dhaka |

|                                                   |            |                  |            |                                      |
| 11 december 2009 «onderlinge duels» 19:30 (UTC+6) | Bangladesh | 0 – 1            | India(1)   | Bangabandhu Nationaal Stadion, Dhaka |
| 11 december 2009 «onderlinge duels» 19:30 (UTC+6) |            | Wedstrijdverslag | Sushil 63' | Bangabandhu Nationaal Stadion, Dhaka |

### Finale
|                                                   |                  |              |          |                                      |
| 13 december 2009 «onderlinge duels» 19:00 (UTC+6) | Malediven        | 0 – 0 (n.v.) | India(1) | Bangabandhu Nationaal Stadion, Dhaka |
| 13 december 2009 «onderlinge duels» 19:00 (UTC+6) | Wedstrijdverslag |              |          | Bangabandhu Nationaal Stadion, Dhaka |

|                               |       | strafschoppen              |  |
| Fazeel Thoriq Mukhthar Ashfaq | 1 – 3 | Jibon Denzil Nirmal Subodh |  |

| Winnaar Zuid-Aziatisch kampioenschap voetbal 2009 |
| ------------------------------------------------- |
|                                                   |
| India Vijfde titel                                |